# Districte de Vilafranca de Roergue

Localització del Districte de Vilafranca de Roergue

El Districte de Villefranche-de-Rouergue és una divisió administrativa francesa del departament de l'Avairon, a la regió d'Occitània. El cap del districte és la sotsprefectura de Vilafranca de Roergue. Té 8 cantons i 64 municipis.

## Composició
- Cantó d'Aubinh
- Cantó de Capdenac-Gara
- Cantó de Decazeville
- Cantó de Montbazens
- Cantó de Najac
- Cantó de Riupeirós
- Cantó de Vilafranca de Roergue
- Cantó de Vilanòva